# Springfield (Misuri)
Springfield es una ciudad ubicada en el condado de Greene, del cual es sede, en Misuri, Estados Unidos. Tiene una población estimada, a mediados de 2021, de 169 724 habitantes. El área metropolitana cuenta con 481 483 personas, y es el que está creciendo más rápidamente en todo el estado.
A la ciudad se le refiere como la "Ciudad Reina de los Ozarks", "El 417" y "El lugar de nacimiento de la Ruta 66". La ciudad es sede de varias universidades, y sirve como un centro importante para la educación y la salud- los dos hospitales más grandes contando con más de 20 000 empleados conjuntos. 
La ciudad es conocida por su actividades naturales y su proximidad a zonas montañosas. La ciudad tiene unos cien parques públicos y 230 km de caminos para las ciclistas. 
Es la tercera ciudad más poblada del estado, tras Kansas City y San Luis.

## Geografía
La ciudad está ubicada en las coordenadas 37°11′39″N 93°17′34″O / 37.19417, -93.29278 (37.194157, -93.292642). Según la Oficina del Censo de los Estados Unidos, Springfield tiene una superficie total de 216.78 km², de la cual 215.26 km² corresponden a tierra firme y 1.52 km² son agua.

### Clima
| Parámetros climáticos promedio de Aeropuerto Nacional de Springfield–Branson, Misuri (normales 1991−2020, extremos 1888−presente) | Parámetros climáticos promedio de Aeropuerto Nacional de Springfield–Branson, Misuri (normales 1991−2020, extremos 1888−presente) | Parámetros climáticos promedio de Aeropuerto Nacional de Springfield–Branson, Misuri (normales 1991−2020, extremos 1888−presente) | Parámetros climáticos promedio de Aeropuerto Nacional de Springfield–Branson, Misuri (normales 1991−2020, extremos 1888−presente) | Parámetros climáticos promedio de Aeropuerto Nacional de Springfield–Branson, Misuri (normales 1991−2020, extremos 1888−presente) | Parámetros climáticos promedio de Aeropuerto Nacional de Springfield–Branson, Misuri (normales 1991−2020, extremos 1888−presente) | Parámetros climáticos promedio de Aeropuerto Nacional de Springfield–Branson, Misuri (normales 1991−2020, extremos 1888−presente) | Parámetros climáticos promedio de Aeropuerto Nacional de Springfield–Branson, Misuri (normales 1991−2020, extremos 1888−presente) | Parámetros climáticos promedio de Aeropuerto Nacional de Springfield–Branson, Misuri (normales 1991−2020, extremos 1888−presente) | Parámetros climáticos promedio de Aeropuerto Nacional de Springfield–Branson, Misuri (normales 1991−2020, extremos 1888−presente) | Parámetros climáticos promedio de Aeropuerto Nacional de Springfield–Branson, Misuri (normales 1991−2020, extremos 1888−presente) | Parámetros climáticos promedio de Aeropuerto Nacional de Springfield–Branson, Misuri (normales 1991−2020, extremos 1888−presente) | Parámetros climáticos promedio de Aeropuerto Nacional de Springfield–Branson, Misuri (normales 1991−2020, extremos 1888−presente) | Parámetros climáticos promedio de Aeropuerto Nacional de Springfield–Branson, Misuri (normales 1991−2020, extremos 1888−presente) |
| Mes | Ene. | Feb. | Mar. | Abr. | May. | Jun. | Jul. | Ago. | Sep. | Oct. | Nov. | Dic. | Anual |
| --- | --- | --- | --- | --- | --- | --- | --- | --- | --- | --- | --- | --- | --- |
| Temp. máx. abs. (°C) | 24.4 | 28.9 | 33.3 | 33.9 | 35 | 38.3 | 45 | 42.2 | 40 | 33.9 | 28.3 | 25 | 45 |
| Temp. máx. media (°C) | 6.8 | 9.7 | 14.9 | 20.2 | 24.6 | 29.6 | 32 | 31.7 | 27.4 | 21.1 | 14.1 | 8.3 | 20.1 |
| Temp. media (°C) | 1.3 | 3.7 | 8.7 | 13.9 | 18.9 | 23.8 | 26.2 | 25.7 | 21.3 | 14.8 | 8.2 | 3 | 14.1 |
| Temp. mín. media (°C) | -4.3 | -2.2 | 2.3 | 7.6 | 13.1 | 18.1 | 20.4 | 19.6 | 15.1 | 8.5 | 2.3 | -2.3 | 8.2 |
| Temp. mín. abs. (°C) | -28.3 | -33.9 | -22.2 | -8.9 | -1.7 | 5.6 | 6.7 | 6.7 | -1.1 | -7.8 | -15.6 | -26.7 | -33.9 |
| Precipitación total (mm) | 64.5 | 61 | 89.2 | 119.6 | 141.2 | 113.5 | 97.8 | 91.2 | 109.5 | 91.4 | 90.4 | 66.3 | 1135.6 |
| Nevadas (cm) | 11.2 | 8.4 | 5.1 | 0.3 | 0 | 0 | 0 | 0 | 0 | 0 | 1.5 | 8.4 | 34.8 |
| Días de precipitaciones (≥ 0.2 mm)                                                                                                | 8.1 | 7.7 | 10.7 | 10.8 | 12.4 | 10.2 | 8.8 | 8.3 | 7.4 | 9.0 | 8.6 | 8.0 | 110.0 |
| Días de nevadas (≥ 0.2 cm) | 3.4 | 2.5 | 1.2 | 0.1 | 0.0 | 0.0 | 0.0 | 0.0 | 0.0 | 0.1 | 0.7 | 2.2 | 10.2 |
| Horas de sol | 167.6 | 157.4 | 208.7 | 236.4 | 268.0 | 282.7 | 321.6 | 292.1 | 237.6 | 217.3 | 155.1 | 145.9 | 2690.4 |
| Humedad relativa (%) | 68.3 | 68.5 | 65.2 | 64.5 | 70.7 | 72.3 | 70.4 | 69.5 | 72.9 | 68.2 | 69.6 | 70.9 | 69.3 |
| Fuente: NOAA (humedad y horas de sol 1961−1990)                                                                                   | | | | | | | | | | | | | |

## Demografía
Según el censo de 2020, en ese momento había 169 176 personas residiendo en Springfield. La densidad de población era de 785.91 hab./km². El 81.12 % de los habitantes eran blancos, el 4.77 % eran afroamericanos, el 0.79 % eran amerindios, el 2.28% eran asiáticos, el 0.18 % eran isleños del Pacífico, el 2.21 % eran de otras razas y el 8.66 % eran de una mezcla de razas. Del total de la población, el 5.87 % eran hispanos o latinos de cualquier raza.

## Clima
Springfield está caracterizado por cuatro estaciones distintas. El viento de la ciudad es similar al de Chicago, según el National Climatic Data Center de NOAA.

## Economía

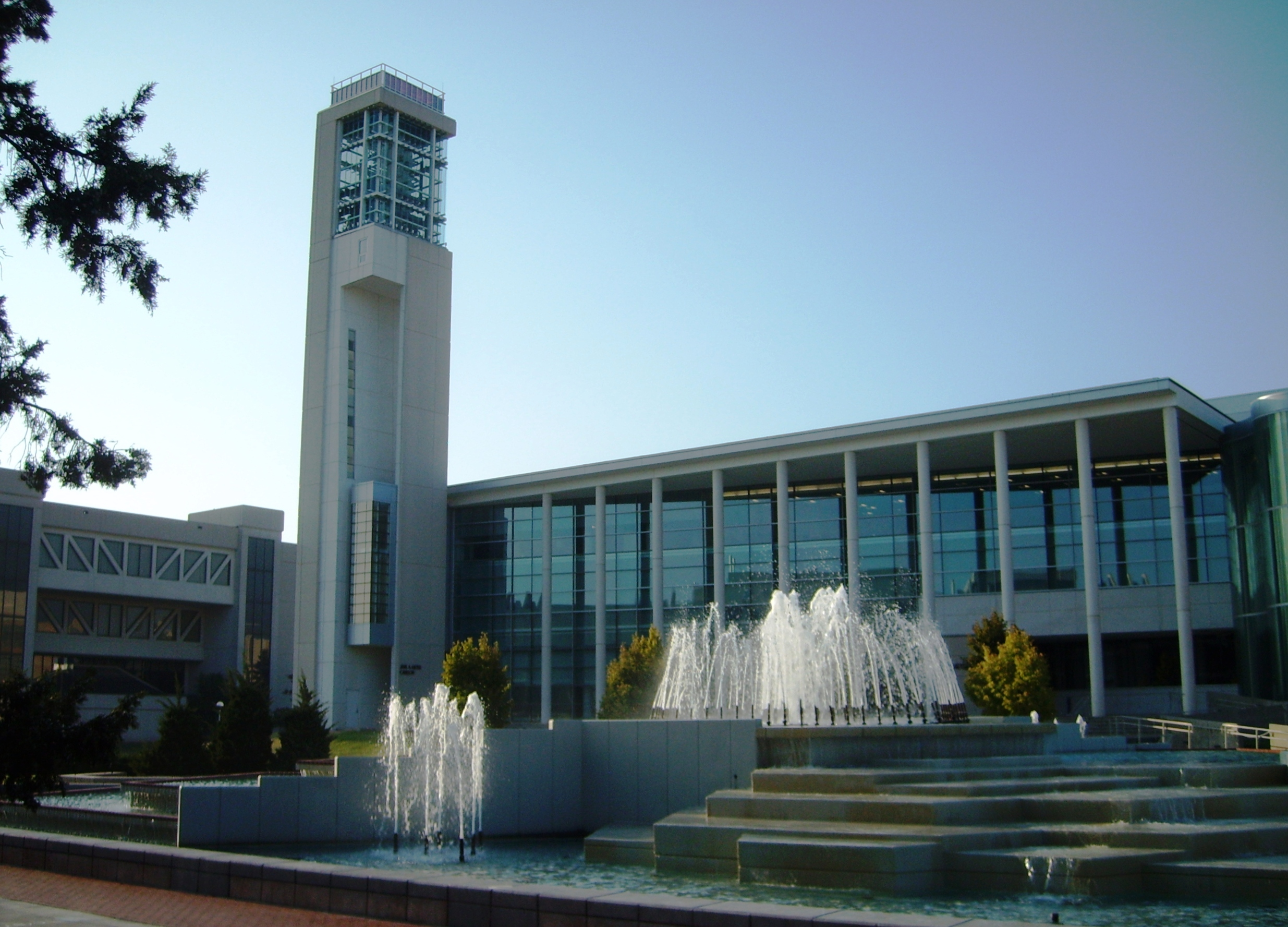
Biblioteca Duane G. Meyer

La economía de la ciudad se basa en el cuidado de la salud, la venta al por menor, la fabricación, la educación y el turismo. El producto bruto metropolitano, en dólares corrientes, es de más de 21 mil millones de dólares en 2020.  Compañías como John Q. Hammons Hotels & Resorts, BKD y O’Reilly Auto Parts tienen sus sedes nacionales ubicadas en la ciudad. Los dos hospitales más grandes del área tienen en 2021 más de 20 000 empleados.

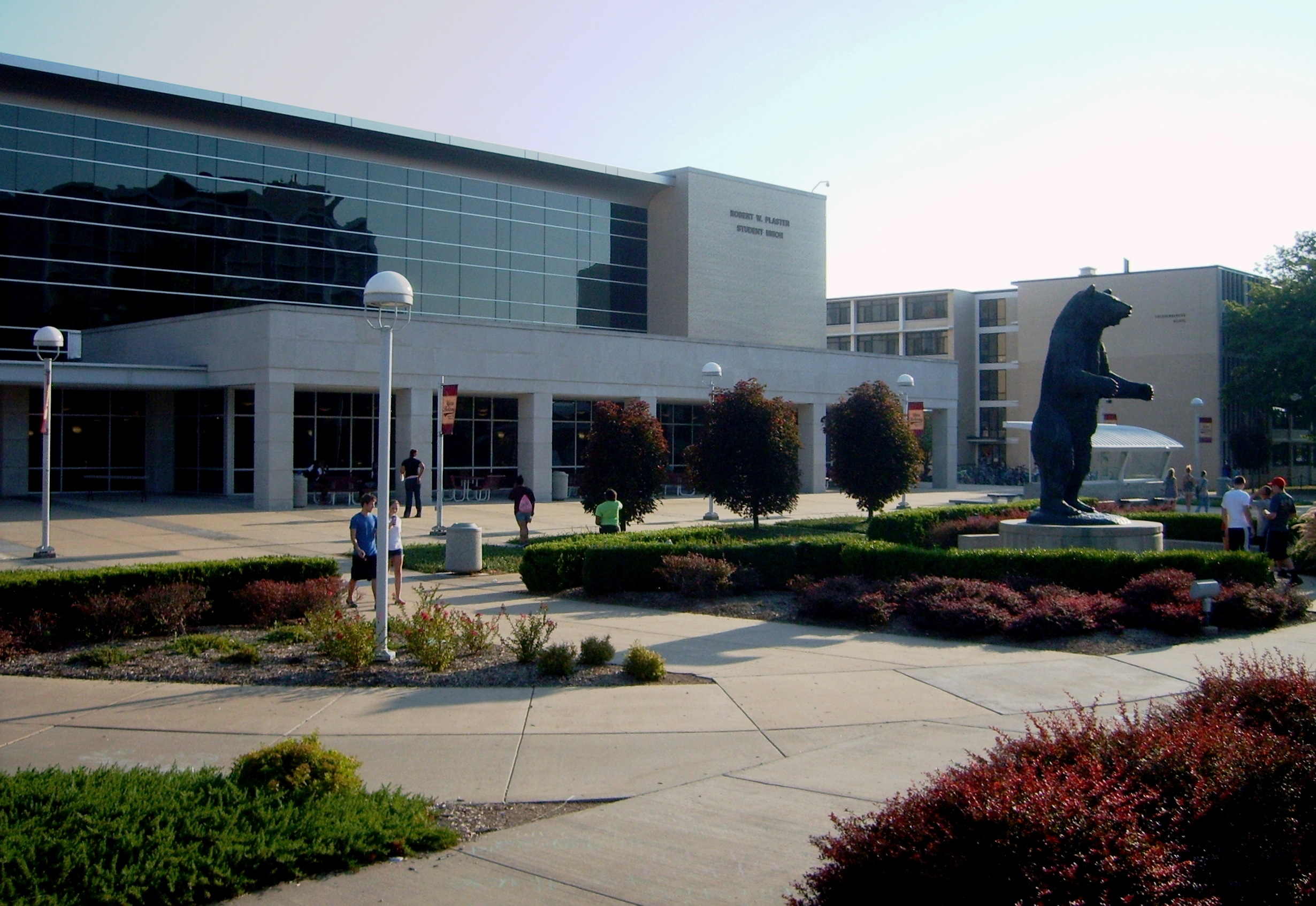
Plaster Student Union en la Missouri State University

## Educación
El distrito escolar público de Springfield es el más grande del estado. Unos 25 mil estudiantes asisten a 50 institutos educativos, entre ellos: Central High School, Kickapoo High School, Hillcrest High School, Parkview High School y Glendale High School. 
Hay varias universidades en la ciudad. La Missouri State University tiene más de 26 000 estudiantes y la universidad privada de Drury, más de 1000. 

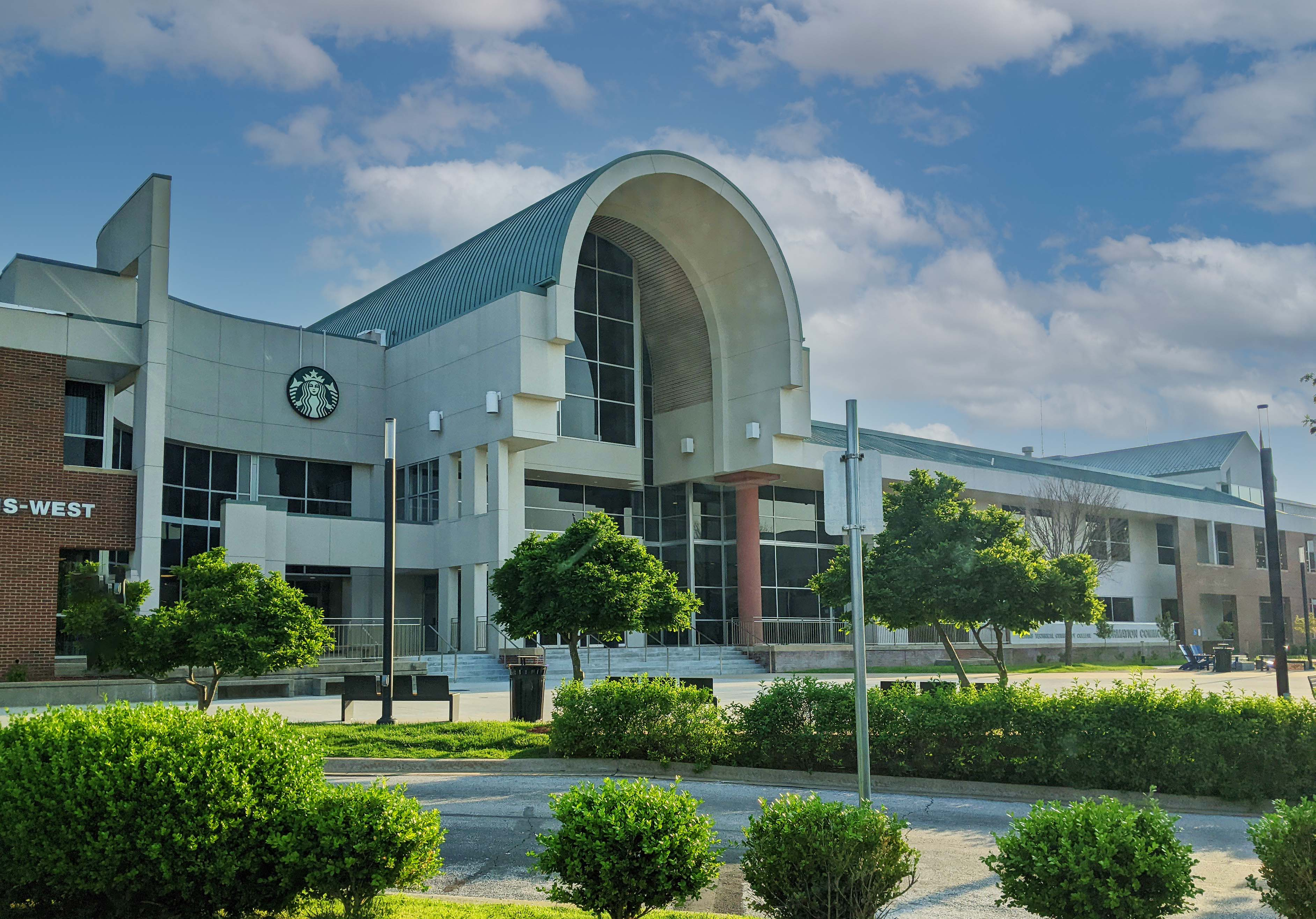
Ozarks Technical Community College

El Ozarks Technical Community College cuenta con más de 11 000 estudiantes. 

## Recreación
Hay 105 parques en la ciudad, incluyendo varios jardines botánicos y campos de golf. Los parques de la ciudad organizan torneos locales, regionales y nacionales de béisbol, softball, hockey, tenis, etc. 

## Deportes
En Springfield hay equipos universitarios de la Missouri State University (primera división de la NCAA), Drury University (segunda división de la NCAA) y otros equipos menores.
El Missouri Sports Hall of Fame está ubicado en la ciudad.
El Great Southern Bank Arena (anteriormente, JQH Arena) abrió en 2008 y es el lugar donde juegan como locales los equipos de baloncesto de la Missouri State University.

## Cultura
El centro de la ciudad tiene muchos restaurantes, cafés, bares, boutiques, lofts y oficinas. Así como en otras ciudades en el país, muchos edificios antiguos del centro han sido y continúan siendo reciclados. Los teatros Gillioz y Landers han sido restaurados a su estado original. 

### Músicacountry
Durante la década de los 50, la ciudad de Springfield clasificó tercera en los Estados Unidos por programas originales, solamente detrás de Nueva York y Hollywood.[cita requerida] Cuatro series de televisión se originaron allí entre los años 1955 y 1961: Ozark Jubilee, Five Star Jubilee, Talent Varieties y The Eddy Arnold Show. Muchos de los artistas más famosos de la era visitaron o vivieron en Springfield en aquel momento. 

## Transporte
La Interstate 44 conecta la ciudad con San Luis al noreste y con Tulsa, Oklahoma, al suroeste. Por la Ruta 13 se llega a Kansas City; por la US 65 a Little Rock, Arkansas, y Des Moines, Iowa; y por la US 60 a Wichita, Kansas, y Louisville, Kentucky. La legendaria Ruta 66, una carretera principal que unía Chicago con Los Ángeles, pasaba por Springfield, y todavía se pueden ver tramos de ella en la ciudad. 
El Aeropuerto Nacional de Springfield-Branson cuenta con vuelos directos a 14 ciudades. Es el aeropuerto principal de la región.
Aunque no hay trenes de pasajeros, más de 65 trenes de carga viajan hacia, desde y a través de la ciudad. Springfield fue una vez la sede del St. Louis-San Francisco Railroad.

## Salud
Springfield es un centro medical del área. El hospital Mercy está considerado uno de los 100 mejores del país. La industria emplea unas 30.000 personas en la región.

## Ciudades hermanadas
- Isesaki (Japón)
- Tlaquepaque (México)